# Филофей (епископ Рязанский)
Епископ Филофей — епископ Русской церкви, епископ Рязанский и Муромский в 1563—1569 гг.

## Биография
В 1560—1562 годы значится в списках настоятелей Московского Симонова монастыря в сане архимандрита.
По желанию царя Ивана Грозного осенью 1562 года (по другим данным — в 1563 году) хиротонисан во епископа Рязанского и Муромского.
Осенью 1564 года крымский хан Давлет Гирей осадил Рязань. Епископ Филофей, находившийся среди осаждённых, всячески воодушевлял и поддерживал рязанцев. 5 октября хан Давлат-Гирей отступил.
В начале 1565 года в составе делегации епископ Филофей ездил в Александровскую слободу упрашивать Ивана Грозного вернуться в столицу, которую тот покинул с учреждением опричнины.
2 июля 1566 года присутствовал на собрании духовных и светских лиц по поводу войны с Польшей.
В 1568 году присутствовал на Соборе, осудившем митрополита Филиппа II, который обличал в жестокости царя Ивана Грозного за что и поплатился. Царь сослал Филиппа II в заточение в Тверской Отрочь монастырь, где 23 декабря 1569 года митрополит был задушен Малютой Скуратовым.
В 1572 году, за поддержку митрополита Филиппа II, епископ Филофей волею царя был лишён кафедры. Где и когда он скончался, неизвестно.